# Ostava
Ostava é uma banda búlgara de rock formada em 1991.

## Integrantes
- Svilen Noev – vocal e guitarra
- Boyan Petkov – baixo
- Georgi Georgiev – guitarra solo e vocal
- Alexander Marburg – guitarra rítmica
- Daniel Petrov – bateria

## Discografia
Álbuns de estúdio
- 2000: Ping Pong – Riva Sound Records
- 2002: After Love in Times of War – Stain Studio
- 2004: Mono – Stain Studio
- 2008: Rock'n'Roll Song Designers? – Virginia Records

DVD
- 2003: Love in Times of War – Stain Studio

Singles
- 2004: "Chocolate" – Stain Studio